# NGC 3535
NGC 3535 (również PGC 33760 lub UGC 6189) – galaktyka spiralna (Sa), znajdująca się w gwiazdozbiorze Lwa. Odkrył ją William Herschel 18 kwietnia 1784 roku.